# Diócesis de Eunápolis
La diócesis de Eunápolis (en latín: Dioecesis Eunapolitana y en portugués: Diocese de Eunápolis) es una circunscripción eclesiástica latina de la Iglesia católica en Brasil, sufragánea de la arquidiócesis de San Salvador de Bahía. La diócesis tiene al obispo José Edson Santana de Oliveira como su ordinario desde el 12 de junio de 1996. 

## Territorio y organización
La diócesis tiene 12 133 km² y extiende su jurisdicción sobre los fieles católicos de rito latino residentes en 8 municipios del estado de Bahía: Eunápolis, Belmonte, Guaratinga, Itabela, Itagimirim, Itapebi, Porto Seguro y Santa Cruz Cabrália.
La sede de la diócesis se encuentra en la ciudad de Eunápolis, en donde se halla la Catedral de Nuestra Señora Auxiliadora.
En 2019 en la diócesis existían 45 parroquias.

## Historia
La diócesis fue erigida el 12 de junio de 1996 con la bula Apostolicum munus del papa Juan Pablo II, obteniendo el territorio de las diócesis de Itabuna y Teixeira de Freitas-Caravelas.

## Estadísticas
De acuerdo al Anuario Pontificio 2020 la diócesis tenía a fines de 2019 un total de 222 500 fieles bautizados.
| Año                                                                             | Población            | Población | Población      | Sacerdotes | Sacerdotes    | Sacerdotes    | Bautizados por sacerdote | Diáconos permanentes | Religiosos | Religiosos | Parroquias |
| Año                                                                             | Bautizados católicos | Total     | % de católicos | Total      | Clero secular | Clero regular | Bautizados por sacerdote | Diáconos permanentes | Varones    | Mujeres    | Parroquias |
| ------------------------------------------------------------------------------- | -------------------- | --------- | -------------- | ---------- | ------------- | ------------- | ------------------------ | -------------------- | ---------- | ---------- | ---------- |
| 1999                                                                            | 400 000              | 460 000   | 87.0           | 15         | 8             | 7             | 26 666                   |                      | 9          | 23         | 14         |
| 2000                                                                            | 430 000              | 500 000   | 86.0           | 24         | 14            | 10            | 17 916                   |                      | 15         | 27         | 18         |
| 2001                                                                            | 480 000              | 530 000   | 90.6           | 27         | 16            | 11            | 17 777                   |                      | 26         | 31         | 25         |
| 2002                                                                            | 530 000              | 610 000   | 86.9           | 35         | 23            | 12            | 15 142                   |                      | 16         | 35         | 34         |
| 2003                                                                            | 534 485              | 614 485   | 87.0           | 35         | 26            | 9             | 15 271                   |                      | 16         | 37         | 36         |
| 2004                                                                            | 534 485              | 614 485   | 87.0           | 35         | 26            | 9             | 15 271                   |                      | 16         | 37         | 36         |
| 2006                                                                            | 536 253              | 627 195   | 85.5           | 45         | 31            | 14            | 11 916                   |                      | 32         | 40         | 40         |
| 2013                                                                            | 589 000              | 686 000   | 85.9           | 62         | 45            | 17            | 9 500                    |                      | 37         | 35         | 45         |
| 2016                                                                            | 604 000              | 704 000   | 85.8           | 58         | 53            | 5             | 10 413                   |                      | 15         | 32         | 45         |
| 2019                                                                            | 222 500              | 451 970   | 49.2           | 56         | 46            | 10            | 3973                     |                      | 23         | 38         | 45         |
| Fuente: Catholic-Hierarchy, que a su vez toma los datos del Anuario Pontificio. |                      |           |                |            |               |               |                          |                      |            |            |            |

## Episcopologio
- José Edson Santana de Oliveira, desde el 12 de junio de 1996